# Liste der Langlaufloipen in Luxemburg
Die folgende Liste enthält die Langlaufloipen in Luxemburg. Die beiden Langlauforte Weiswampach und Hosingen befinden sich im Ösling im Norden des Großherzogtums. Aufgrund der unsicheren Schneeverhältnisse können die Loipen nicht jeden Winter präpariert werden.
| Ort         | Kilometer | Anzahl Loipen |
| ----------- | --------- | ------------- |
| Weiswampach | 11        | 2             |
| Hosingen    | 6         | 1             |